# إكرامن نساحل (مير اللفت)
إكرامن نساحل هو دُوَّار يقع بجماعة ميرلفت، إقليم سيدي إفني، جهة كلميم واد نون في المملكة المغربية. ينتمي الدوّار لمشيخة مير اللفت التي تضم 50 دواوير. يقدر عدد سكانه بـ 263 نسمة حسب الإحصاء الرسمي للسكان والسكنى لسنة 2004.

## روابط خارجية
- البوابة الوطنية للجماعات الترابية
- المندوبية السامية للتخطيط